# Kościelna Wieś (województwo kujawsko-pomorskie)
Kościelna Wieś – wieś w Polsce położona w województwie kujawsko-pomorskim, w powiecie radziejowskim, w gminie Osięciny.

## Podział administracyjny

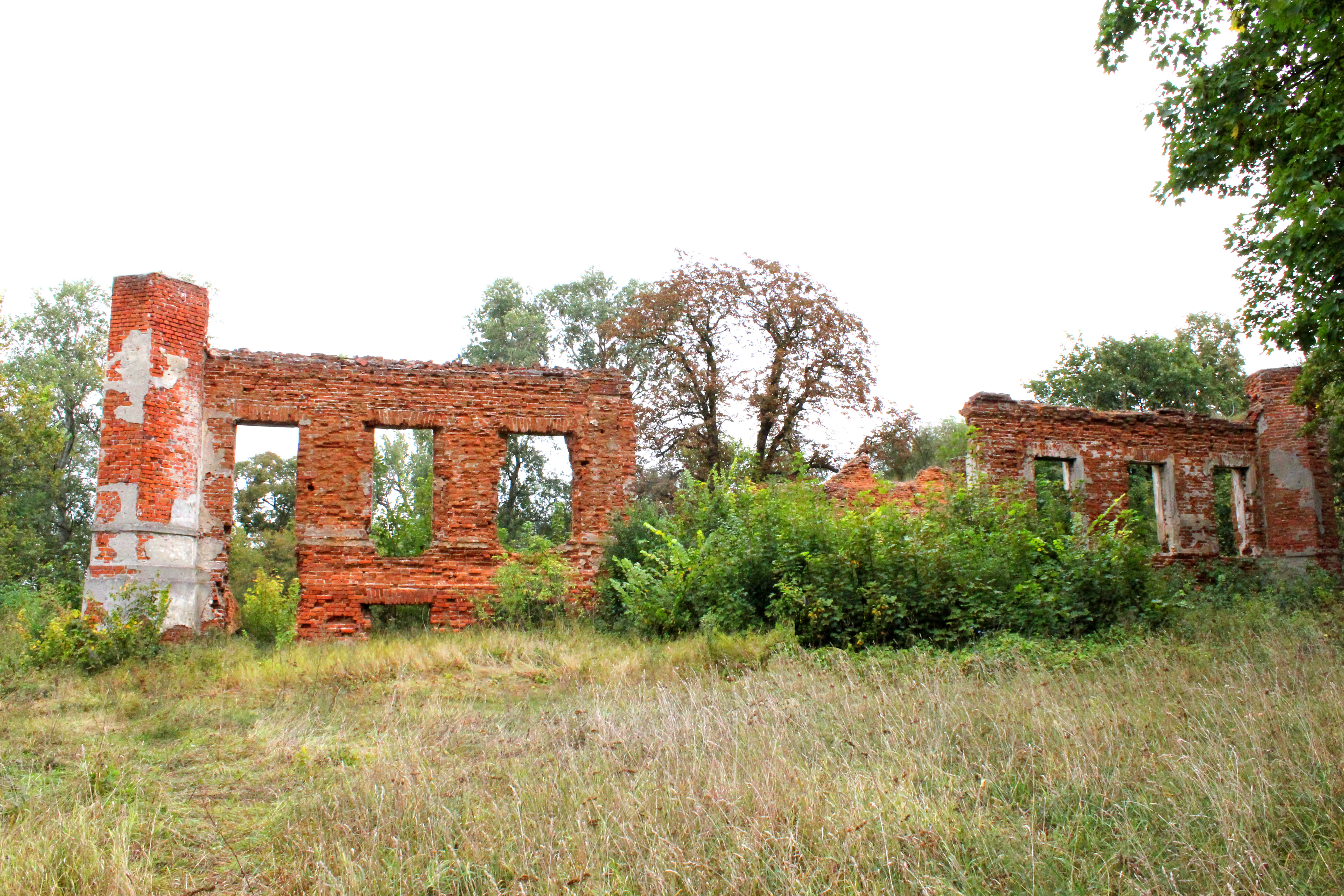
Ruina dworu

W latach 1954–1971 wieś należała i była siedzibą władz gromady Kościelna Wieś, po jej zniesieniu w gromadzie Osięciny. W latach 1975–1998 miejscowość administracyjnie należała do województwa włocławskiego. Wieś sołecka – zobacz jednostki pomocnicze gminy w BIP.

## Demografia
Według Narodowego Spisu Powszechnego (III 2011 r.) liczyła 311 mieszkańców. Jest trzecią co do wielkości miejscowością gminy Osięciny.

## Znane osoby
W okresie międzywojennym we wsi mieszkał pisarz, publicysta, krytyk muzyczny i działacz społeczny Jerzy Waldorff (ur. 1910, zm. 1999).

## Zabytki
- Kościół św. Wawrzyńca, pierwotnie romański, prawdopodobnie z 2. połowy XII wieku, przedłużony w XIII wieku, powiększony o prezbiterium i zakrystię w 1. ćwierci XV wieku, z fundacji Wojciecha, kasztelana brzeskiego, przebudowany m.in. w roku 1612 (okna i szczyt zachodni). Obok kościoła dzwonnica drewniana z około 1854 r.[7]
- Dwór klasycystyczny (obecnie w stanie zrujnowanym) z około połowy XIX wieku, rozbudowany w 1920 r., z kopułą nad sienią wejściową